# Рыбчинская, Наталья Дмитриевна
Наталья Дмитриевна Рыбчинская (настоящая фамилия Дмитревская) (? — 1920) — драматическая актриса

.

## Биография
В 1883—1889 гг. актриса московского театра Ф. А. Корша, исполняла роли:
- Софья «Горе от ума», 1886 (Этой постановке посвящена аналитическая и весьма ироничная статья С. В. Флерова в газете «Московские ведомости», 1886, 27 октября.
- Офелия — «Гамлет»
- Саша — «Иванов» А. П. Чехова (1887)
- Елена Ивановна в «Медведе» А. П. Чехова (1888).

В 1889—1890 гг. играла в театре М. М. Абрамовой, исполняла роль Сони в чеховском «Лешем». Позднее выступала в провинциальных театрах, главным образом в театре Н. Н. Соловцова. 
В 1899 г. в Тульском городском театре: Заречная в «Чайка».
В ГБЛ хранится одно письмо Рыбчинской к Чехову (1899) о толковании ею роли Нины Заречной «Чайке».

## Оценки
Театральный критик С. Флёров отмечал: «Актриса эта необыкновенно прилична. Но она необыкновенно досадна своею однообразностью.»